# Houtskär
Houtskär es un archipiélago y un antiguo municipio de Finlandia. El 1 de enero de 2009, se fusionó con Inio, Korpo, Nagu y Pargas para formar la nueva ciudad de Väståboland.
Se encuentra en el mar del Archipiélago, y forma parte de la región de Finlandia Propia. El municipio tenía una población de 621 (al 31 de diciembre de 2008) y cubre una superficie de 119,93 kilómetros cuadrados (46,31 millas cuadradas). La densidad de población era del 5,18 habitantes por kilómetro cuadrado (13,4/km²).
El municipio es bilingüe, con la mayoría (88%) hablando sueco y una minoría finés. Houtskär consiste en un grupo de islas más grandes y un gran número de islas más pequeñas en el área de mar que la rodea